# Чернов Анатолій Михайлович
Анатолій Михайлович Черно́в (20 лютого 1914, Омськ — 20 квітня 1981, Київ) — український живописець-монументаліст, член Спілки художників СРСР.
Йому належить авторство:
- розписів плафонів у Міжнародному центрі культури і мистецтв
- та консерваторії ім. П. І. Чайковського у Києві,
- керамічне панно на фасаді кінотеатру у Яготині,
- мозаїчні панно на житлових будинках у Кривому Розі Дніпропетровської області.
- серед плакатів — «Не позбавляйте себе радощів материнства» — разом з В. Б. Квашею.

## Витоки
- Експерт